# Шелдон Райлі
Шелдон Ернандес (нар. 14 березня 1999), професійно відомий як Шелдон Райлі, — австралійський співак та автор пісень. Переможець Eurovision — Australia Decides 2022 та представник Австралії на Пісенному конкурсі Євробачення 2022 з піснею «Not the Same», на якому посів 15 місце. Був учасником восьмого сезону The X Factor Australia, сьомого та восьмого сезонів The Voice Australia, п'ятнадцятого сезону America's Got Talent, а також учасником America's Got Talent: Fantasy League.

## Біографія та особисте життя
Райлі народився в Сіднеї, Новий Південний Уельс. Його мати — австралійка, а батько — філіппінець. Шелдон виріс на Золотому узбережжі у Квінсленді, а зараз він живе в Мельбурні.
Райлі відкритий гей.
У віці шести йому поставили діагноз аутизм.

## Кар'єра

### The X Factor, The Voice і America's Got Talent
У 2016 році Райлі, який тоді виступав під своїм повним ім'ям Шелдон Ернандес, пройшов прослуховування у восьмому сезоні The X Factor Australia з піснями «Circle of Life» Елтона Джона та «Ordinary People» Джона Ледженда. Спочатку він брав участь у категорії «14–21 років», яку наставляв Адам Ламберт, і як сольний виконавець не потрапив до конкурсу. Райлі повернувся до The X Factor після того, як наставниця категорії «Гурти», Іггі Азалія, обрала його частиною нового бойз-бенду, який був зібраний із сольних виконавців, які вибули до цього. Гурт називався «Time and Place», а до його учасників, крім Шелдона, входили Самі Афуні, Метью Макнаут та Леон Кробер. Гурт пройшов три етапи конкурсу та вибув у перший тиждень живих шоу.
У 2018 році Шелдон з'явився в сьомому сезоні The Voice Australia. Він прослуховувався з піснею «Do You Really Wanna Hurt Me» гурту Culture Club. Усі чотири судді повернули свої крісла, і Райлі обрав Бой Джорджа своїм тренером. Райлі дійшов до фіналу шоу й фінішував на третьому місці.
Відразу після фіналу Шелдон випустив свій сингл «Fire» через Universal Music Australia.
У 2019 році Райлі повернулася до проєкту The Voice, щоб взяти участь у восьмому сезоні як зірковий учасник. Співак пройшов прослуховування з піснею «Frozen» Мадонни й отримав повороти крісел від обох тренерів, які мали право вибору. Своїм тренером він обрав Дельту Гудрем. Шелдон вибув у півфіналі шоу.
У 2020 році Райлі брав участь у п'ятнадцятому сезоні серіалу «Америка має талант». Він прослуховувався з піснею «Idontwannabeyouanymore» Біллі Айліш. Співак вибув у третьому чвертьфіналі сезону.

### Пісенний конкурс Євробачення
26 листопада 2021 року Шелдон Райлі був оголошений одним з учасників Eurovision — Australia Decides. Пізніше було оголошено, що його пісня для конкурсу отримала назву «Not the Same». Райлі виграв шоу зі 100 балами й отримав право представляти Австралію на Євробаченні 2022 року в Турині. Шелдон став одним з 10 учасників півфіналу, які пройшли до фіналу змагань. У фіналі Євробачення, який відбувся 14 травня, співак досяг 15-го місця зі 125 балами, з яких 123 були від журі, а 2 бали — від глядачів.

### The Masked Singer
У 2022 році Райлі з'явився в четвертому сезоні «The Masked Singer» як «Левиний зів», де посів друге місце. Пізніше Райлі випустив кавер на пісню «Never Enough», яку він заспівав у гранд-фіналі.

## Дискографія

### Сингли
| Назва          | Рік  | Альбом        |
| -------------- | ---- | ------------- |
| «Fire»         | 2018 | поза альбомом |
| «More Than I»  | 2020 | поза альбомом |
| «Left Broken»  | 2021 | поза альбомом |
| «Again»        | 2021 | поза альбомом |
| «Not the Same» | 2022 | поза альбомом |
| «Never Enough» | 2022 | поза альбомом |
| «Insane»       | 2023 | поза альбомом |